# Aulacigastridae
Aulacigastridae zijn een familie uit de orde van de tweevleugeligen (Diptera), onderorde vliegen (Brachycera). Wereldwijd omvat deze familie zo'n 5 genera en 19 soorten.

## In Nederland waargenomen soorten
- Genus: Aulacigaster
  - Aulacigaster falcata
  - Aulacigaster leucopeza